# Mo
60°48′58″N 5°48′19″Ø / 60.81611°N 5.80528°Ø
Mo er en bygd der er administrationscenter i Modalen kommune i Hordaland fylke i Norge og  ligger inderst i Mofjorden.
Bygden har ikke mere end omkring 100 indbyggere. Her ligger Mo kirke, et hotel og en lille butik, som er en af de eneste i kommunen. Adgang til Mo går via Fv 346 ved Nye Otterstad bro. Fv 569 går også lidt udenfor Mo centrum. 